# Дош
Дош (фр. Dosches) насеље је и општина у североисточној Француској у региону Шампањ-Арден, у департману Об која припада префектури Троа.
По подацима из 2011. године у општини је живело 301 становника, а густина насељености је износила 14,58 становника/km². Општина се простире на површини од 20,64 km². Налази се на средњој надморској висини од 125 метара.

## Демографија
| 1962. | 1968. | 1975. | 1982. | 1990. | 1999. | 2011. |
| ----- | ----- | ----- | ----- | ----- | ----- | ----- |
| 176   | 178   | 159   | 196   | 237   | 237   | 301   |

График промене броја становника у току последњих година